# Guiré
Guiré est une commune malienne, située dans le pays  de la Bakhounou, de l'arrondissement central de Guiré, chef-lieu du cercle de Guiré, dans la région de Nara.

## Géographie
La localité de Guiré est située sur la route nationale RN 31 à 107 km, au sud-est du chef-lieu régional Nara.

## Histoire
En 2023, la loi 2023-007 soustrait une partie de la commune pour former la commune de Boudjiguiré qui compte 12 villages, la commune de Guiré conserve 14 villages, fractions ou quartiers.

## Villages
La commune s'étend sur 27 localités relevées lors du recensement général de 2009.
Les villages les plus peuplés sont :
- Guiré (3 439 habitants) ;
- Boudjiguiré (1 509 habitants) ;
- Djougoudini (1 200 habitants).

La loi 2023-007 attribue à la commune 14 villages.